# باشگاه فوتبال آلمیره سیتی
باشگاه فوتبال آلمیره سیتی (انگلیسی: Almere City FC) یک باشگاه فوتبال هلندی است که هم‌اکنون در لیگ دسته اول فوتبال این کشور، سطح دوم فوتبال در هلند، مشغول به فعالیت است و در شهر آلمیره قرار دارد.

## تاریخچه
این باشگاه بر اساس باشگاه‌های سابق آمستردام ساخته شده‌است و نتیجه جاه طلبی های شورای شهر آلمیره برای ایفای نقش فعال در ورزش های برتر است. به همین منظور، باشگاه ورزشی اومنیورلد تشکیل شد که شامل یک شاخه والیبال، یک شاخه بسکتبال و یک شاخه فوتبال است.
قبل از فصل ۲۰۱۱–۲۰۱۰، نام این باشگاه به آلمیره سیتی تغییر یافت.

## بازیکنان برجسته
- نورالدین امرابط (۲۰۰۶–۲۰۰۷)
- اسامه السعیدی (۲۰۰۶–۲۰۰۸)
- وامبرتو (۲۰۰۷–۲۰۰۸)
- یانیس آناستازیو (۲۰۰۷–۲۰۰۸)
- وینسنت یانسن (۲۰۱۳–۲۰۱۵)
- پابلو روزاریو (۲۰۱۵–۲۰۱۶)
- عقیل اعتمادی (۲۰۱۳–۲۰۱۶)